# Skrad
Skrad ist eine Gemeinde in Kroatien in der Gespanschaft Primorje-Gorski kotar.
Skrad befindet sich östlich von Rijeka und unweit von der Grenze zu Slowenien entfernt. Das Gemeindegebiet umfasst 53,85 Quadratkilometer.
Zur Zeit der Volkszählung im Jahr 2021 hatte Skrad 858 Einwohner, davon 420 männlich (48,95 %) und 438 weiblich (51,05 %).